# Ignacio Pussetto
Ignacio „Nacho” Pussetto (ur. 21 grudnia 1995 w Cañada Rosquín) – argentyński piłkarz włoskiego pochodzenia występujący na pozycji skrzydłowego lub napastnika w meksykańskim klubie Pumas UNAM. Wychowanek Atlético de Rafaela, w trakcie swojej kariery grał także w takich zespołach, jak Huracán, Udinese, Watford oraz Sampdoria.